# Sigma Boy
Sigma Boy (ros. Сигма Бой) – piosenka dwóch rosyjskich blogerek, Betsy (Swietłany Czertiszczewej) i Mariji Jankowskiej, wydana jako singel przez studio nagrań Rhymes Music 4 października 2024 roku.
Piosenka stała się viralem na TikToku, oraz była też na liście przebojów Spotify, YouTube, Shazam, Apple Music i iTunes.

## Tło i wydanie
Betsy (Swietłana Czertiszczewa) nagrywała wcześniej piosenki od kilku lat. Jej utwór „Simple Dimple Pop It Squish” (ros. „Симпл Димпл Поп Ит Сквиш”) zdobył popularność w Azji. Marija Jankowskaja jest blogerką oraz regularną prowadzącą w rosyjskim dziecięcym kanale telewizyjnym STS Kids.
19 października 2024 roku Betsy i Marija Jankowskaja otrzymały nagrodę SuperLikeShow kanału STS Kids w kategorii Super Trend. Podczas ceremonii wręczenia nagród wystąpiły także na scenie, wykonując swój utwór „Sigma Boy”. Utwór został napisany przez ojca Betsy, Michaiła Czertiszczewa, kompozytora, we współpracy z rockowym wokalistą o pseudonimie Mukka (Sierafim Sidorin), autorem utworu „Girl with a Bob Haircut”.
Według Czertiszczewa podczas pisania piosenek pomysły przychodzą mu spontanicznie i początkowo nie mają żadnego konkretnego znaczenia. Nagrywa je na dyktafon, a następnie ocenia ich „viralność”.
Sukces utworu przypisuje się „marketingowi szeptanemu” na TikToku. Szczególnie niemiecki TikToker Streichbruder zapoczątkował trend, w którym odtwarzał piosenkę na pełnej głośności w transporcie publicznym. Piosenka zyskała później popularność wśród graczy Roblox, począwszy od tego, że jeden z użytkowników użył go do żartowania z facetów z obszernymi fryzurami.

## Kontrowersje
Pod koniec 2024 roku ukraińskie Centrum Zwalczania Dezinformacji, agencja rządowa podległa Radzie Bezpieczeństwa Narodowego i Obrony, wydało publiczne ostrzeżenie dotyczące utworu. Również Nela Riehl, niemiecka polityk i posłanka Parlamentu Europejskiego, skrytykowała utwór, opisując piosenkę jako część „rosyjskiej dezinformacji i fałszowania historii w celu uzasadnienia wojny przeciwko Ukrainie”.